# Ductilodon
Ductilodon — вимерлий рід тетраподоморфних нектрідій родини Diplocaulidae. Тип і єдиний вид Ductilodon pruitti був названий у 1999 році з ранньої пермі Канзасу. Відмінними рисами Ductilodon є роги, які виступають назад від черепа, і дугоподібний ряд зубів на піднебінні. Дуктилодон найбільш близький до диплокаулідів Diplocaulus і Diploceraspis.